# Larache Club de Futbol
El Larache Club de Fútbol va ser un club de futbol marroquí fundat a la ciutat de Larraix al nord del Marroc, dins del protectorat espanyol. Es va fundar el 1940 amb el nom de Sociedad Deportiva Larache, que posteriorment canvia primer el 1945 a Patronato Deportivo Larache per canviar definitivament per desig exprés de l'afició a Larache CF el 1947. El club va desaparèixer de les competicions espanyoles després de la independència del Marroc el 1956.
No obstant això, com a continuació del futbol a la ciutat es funda el 1956 el CLUB CHABAB LARACHE, que juga a la lliga marroquina de la temporada 1956-57 a la segona divisió, arribant a jugar a la primera divisió la temporada 1959-60 i 1960-61 amb diversos jugadors espanyols com Alvarito, Castell, Facundo, Quique i Emilin. Equipació samarreta, pantalons i mitges blanques.
El Larache CF va aconseguir la Tercera Divisió espanyola, on va militar vuit temporades (1946-47, 47-48, 48-49, 49-50, 50-51, 51-52, 54-55 i 55-56) fins a la seva desaparició.

## Uniforme
- Uniforme titular : Samarreta franges blanques i blaves, pantalons blancs, mitges negres.
- Uniforme alternatiu : Samarreta blanca, pantalons blancs, mitges blanques.

## Estadi
Els partits a casa es jugaven a l'estadi anomenat "Estadi Santa Bàrbara", amb capacitat per a uns 4.900 espectadors. La seu social del club es trobava al Bar Selva, a la Plaça d'Espanya de la ciutat de Larache.